# Синявский, Николай Михайлович
Николай Михайлович Синявский (1891 — 29 июля 1938) — советский военный деятель, коринженер (1936).

## Биография
Синявский Николай Михайлович родился в 1891 году в городе Брянске; русский, из семьи рабочих. Отец — слесарь Брянского арсенала. Окончил 4-классное городское училище (1906), Курсы усовершенствования при Ленинградской военной школе связи (1927). По профессии телеграфист (мальчик в железнодорожном депо, ученик железнодорожного телеграфиста, служащий конторы движения станции Брянск), член ВКП(б) с 1918 года, образование высшее, ВАК РККА.
В 1912—1917 — телеграфист почтово-телеграфной конторы города Брянска.
С 1918 года — политкомиссар связи Брянской почтово-телеграфной конторы, связист управления связи Южного фронта, заместитель военкома связи Южного фронта. С 1919 года — начальник отдела связи Каспийско-Кавказского фронта, начальник связи Восточного фронта. С 1920 года — начальник связи Юго-Западного фронта, уполномоченный НКПиТ на Украине, начальник управления связи штаба Южного фронта. С 1921 года — начальник связи Вооружённых сил Украины и Крыма, инспектор при начальнике связи РККА. В 1921—1923 годах — начальник связи Туркестанского фронта. В 1924—1927 годах — инспектор войск связи РККА.
В 1927 году окончил курсы усовершенствования при Ленинградской военной школе связи. 
В 1929 году был председателем секции служебного собаководства и почтового голубеводства при ОСОАВИАХИМ.
В 1929—1931 годах — начальник Военно-технического управления РККА. В 1931—1935 годах — начальник Управления связи РККА. В 1935—1936 годах — заместитель наркома связи СССР. В 1936—1937 годах — начальник 5-го Главного управления (слаботочной электропромышленности) НКОП СССР, член Военного Совета при наркоме обороны СССР. С 1937 года — второй заместитель наркома связи СССР.
Арестован 17 декабря 1937 года без санкции прокурора. 29 июля 1938 года Военной Коллегией Верховного Суда СССР приговорён к ВМН как член «Польской организации войсковой» и шпионаж в пользу Польши, США и Германии, участие в «военно-фашистском заговоре». В ходе предварительного следствия признал все обвинения и дал обширные показания на ряд лиц. На суде (длился 20 минут) также подтвердил все обвинения. В тот же день расстрелян. Реабилитирован 18 августа 1956 года.
Жена — Генриэтта Марковна, 1905 года рождения, уроженка города Одессы. Арестована как шпионка 23 мая 1937 года и 20 сентября 1937 ОСО при НКВД СССР приговорена к 8 годам ИТЛ. 18 октября 1949 года вторично арестована и сослана в Красноярский край. Дожила до полной реабилитации.

## Воинские звания
- Коринженер — 19.02.1936[3]

## Награды
- Орден Красного Знамени (16.02.1921[6])
- Орден Красной Звезды Бухарской Народной Республики 2-й степени (28.10.1924)[7]